# Velpe (Adelsgeschlecht)

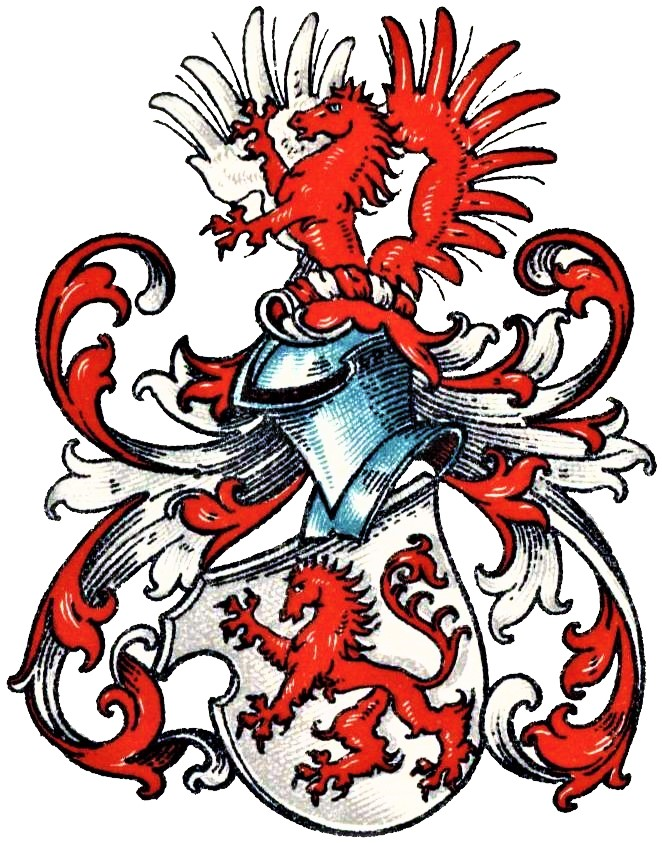
Wappen derer von Velpe im Wappenbuch des Westfälischen Adels

Velpe ist der Name eines westfälischen Adelsgeschlechts.

## Geschichte
Der gleichnamige, schon 1200 in einem Einkünfteregister des Dompropstes von Osnabrück erwähnte Stammsitz des Geschlechts lag in Velpe, einem Ortsteil der Bauerschaft Hambüren, Gemeinde Westerkappeln, ehemals Grafschaft Tecklenburg. Familienangehörige erscheinen urkundlich auch 1298 und 1299 (Knappe Geuehardo de Vellepe). Sie waren Burgmänner und Ministeriale der Grafen von Tecklenburg. 1343 tritt ein Johann von Velpe urkundlich als Zeuge auf, ein Gowert von Velpe 1409–1427. 1470 verkauften Drees von Velpe, seine Frau Kunneke sowie ihre Söhne Bernd, Cord und Johann dem Grafen Nikolaus von Tecklenburg († 1508) ihr Erbe und Gut de Sparenborch im Kirchspiel Westerkappeln, Bauernschaft Date.
Erich von Velpe, Vogt von Lengerich und 1562 einer der zehn Burgmänner, die den Landtag der Grafschaft Tecklenburg bildeten, verkaufte 1565 Haus Velpe an Georg von Holle auf Haus Marck. Nach seiner Versetzung in den Ruhestand und Verarmung fand Erich auf Vermittlung des Grafen Arnold von Bentheim-Tecklenburg (1554–1606) Unterkunft im Kloster Lotte-Osterberg. Graf Arnold ordnete 1599 an, dass Erich ein jährliches Kleidergeld von sechs Talern erhalten sollte. Der Graf übernahm auch die Kosten der Unterbringung im Kloster. Nach dem Tod Erichs erhielt seine Witwe, eine geborene von Tecklenburg aus einer unebenbürtigen Linie, jährlich vier Gulden und zweieinhalb Schillinge.

## Persönlichkeiten
- Everhard von Velpe, 1364 Prior der Dominikaner zu Bremen, 1375 Rektor im Dominikanerkloster Osnabrück[7]
- Bernd von Velpe, 1482 Richter und Gograf zu Freren im Auftrag des Grafen von Tecklenburg[8]
- Erich von Velpe (urkundl. 1562–1599), Vogt von Lengerich

## Wappen
Blasonierung: In Silber ein rechtsgewandtes rotes Fabeltier mit Pferdekopf und Löwenleib. Auf dem rot-silbern bewulsteten Helm das Tier wachend zwischen einem (rechts) silbernen und einem roten Flügel. Die Helmdecken sind rot-silbern.